# Larry Hagman
Larry Martin Hagman (ur. 21 września 1931 w Fort Worth, zm. 23 listopada 2012 w Dallas) – amerykański aktor, reżyser i producent telewizyjny i filmowy. Występował w roli Anthony’ego Majora Nelsona, pana, a później męża tytułowej bohaterki w sitcomie fantasy NBC I Dream of Jeannie, (1965–1970) z Barbarą Eden oraz jako J.R. Ewing w operze mydlanej CBS Dallas.
W 1981 otrzymał własną gwiazdę w Alei Gwiazd w Los Angeles znajdującą się przy 1560 Hollywood Boulevard.

## Życiorys

### Wczesne lata
Urodził się w Fort Worth w Teksasie jako syn Mary Martin (ur. 1 grudnia 1913, zm. 3 listopada 1990 na raka jelita grubego), popularnej broadwayowskiej aktorki i Benjamina Jacka Hagmana (ur. 3 kwietnia 1905, zm. 14 lipca 1965), prokuratora rejonowego. Jego ojciec był pochodzenia szwedzkiego i niemieckiego, a matka miała pochodzenie angielskie. W 1936, kiedy miał pięć lat, jego rodzice rozwiedli się. Mieszkał ze swoją babcią w Teksasie i Kalifornii. Matka w 1940 roku ponownie wyszła za mąż za Richarda Hallidaya.
Uczęszczał do Black Fox Military Institute. W 1945, w wieku czternastu lat, uzależnił się od alkoholu, co doprowadziło do poważnych problemów zdrowotnych w jego późniejszym okresie życia. W 1946 przeniósł się z powrotem do jego rodzinnych stron w Weatherford, w stanie Teksas, gdzie pracował na ranczo u znajomego ojca. W 1949 ukończył szkołę średnią Weatherford High School w Weatherford, w stanie Teksas, gdy jego matka zasugerowała, by spróbował swoich umiejętności jako aktor. Rozpoczął swoją karierę występując w Dallas, pracując jako asystent produkcji i grając małe role w Theater'50 Margo Jones, a następnie w musicalach z St. John Terrell's Music Circus w St. Petersburg na Florydzie i Lambertville w New Jersey. Przez rok uczęszczał do Bard College w Annandale-on-Hudson w Nowym Jorku. W wieku 20 lat przeniósł się do Londynu jako członek chóru Rodgersa i Hammerstein's South Pacific, gdzie jego matka grała rolę Nellie Forbush, jaką stworzyła na Broadwayu. Hagman i o rok starszy Sean Connery byli jednymi z półnagich żeglarzy, którzy śpiewali „There Is Nothing Like a Dame”.

### Kariera
W 1951 zadebiutował na Broadwayu w komedii szekspirowskiej Poskromienie złośnicy. W 1952 podczas wojny koreańskiej odbył służbę wojskową Sił Powietrznych Stanów Zjednoczonych, stacjonujących w Londynie, spędził większość służby w Wielkiej Brytanii oraz w bazach wojskowych w Europie. Po opuszczeniu Sił Powietrznych w 1956, powrócił do Nowego Jorku, gdzie pojawił się na scenie Off-Broadwayu w sztuce Jeden raz wokół bloku (Once Around The Block) i otrzymał znakomite recenzje. Później przez prawie rok grał w innym off-broadwayowskim spektaklu Jamesa Lee Kariera (Career). Jego rola Rory’ego Murphy w broadwayowskiej sztuce Bóg i Kate Murphy (God and Kate Murphy, 1959) została uhonorowana nagrodą Theatre World. Pojawił się jeszcze w czterech innych produkcjach broadwayowskich: Przybywa dzień (Comes a Day, 1958), Nerwowa ustawa (The Nervous Set, 1959), Ogrzewany półwysep (The Warm Peninsula, 1960) i Piękno części (The Beauty Part, 1962/63). Larry Hagman pogodził się ze swoją matką w 1973, wkrótce po śmierci ojczyma, i stał się bliski aż do jej śmierci, siedemnaście lat później.
Występy na małym ekranie zapoczątkował gościnnymi rolami w serialach: Decoy (1957), NBC Goodyear Television Playhouse (1957) i operze mydlanej CBS Search for Tomorrow (1957). Przełomem w karierze telewizyjnej stała się postać majora Anthony’ego Nelsona, chłopaka i podczas ostatniego sezonu męża tytułowej bohaterki w sitcomie fantasy NBC I Dream of Jeannie (Marzę o Jeannie, 1965–1970) z Barbarą Eden. Największą popularność przyniosła mu kreacja biznesmena Johna Rossa 'J.R.' Ewinga Jr. w operze mydlanej CBS Dallas (1978–1991), za którą odebrał pięciokrotnie nagrodę Soap Opera Digest, był czterokrotnie nominowany do nagrody Złotego Globu i dwukrotnie do nagrody Emmy. Jest laureatem szwedzkiej nagrody TV Prize, Bambi i Złotej Kamery. Za rolę Johna Rossa 'J.R.' Ewinga Jr. w telefilmie CBS Dallas: J.R. powraca (Dallas: J.R. Returns, 1996) otrzymał nagrodę Lone Star Film & Television.
Można go było zobaczyć także w jednym z odcinków serialu NBC Sierżant Anderson (Police Woman, 1974) z Angie Dickinson, filmie sci-fi Superman (1978), komediodramacie Mike’a Nicholsa Barwy kampanii (Primary Colors, 1998) z Johnem Travoltą, Emmą Thompson, Billy Bobem Thorntonem i Kathy Bates i serialu Bez skazy (Nip/Tuck, 2006) w roli Burta Landau. Użyczył swojego głosu Wallace Brady w serialu animowanym Simpsonowie (The Simpsons, 2006). Z kolei w roku 2011 wcielił się w postać Franka Kaminsky’ego w serialu Gotowe na wszystko. Ponownie powrócił jako J.R. Ewing, ojciec Johna Rossa Ewinga III (Josh Henderson) w dwóch sezonach kontynuacji Dallas (2012–2013).

## Życie prywatne
18 grudnia 1954 poślubił urodzoną w Szwecji Maj Axelsson. Mieli dwoje dzieci – córkę Kristinę „Heidi” Marie (ur. 17 lutego 1958) i syna Prestona (ur. 2 maja 1962). Podczas pobytu w Anglii, spotykał się z Joan Collins (1970). W 1967, Peter Fonda dostarczył mu LSD. W sierpniu 1995 przeszedł przeszczepienie wątroby. Był wegetarianinem.

### Śmierć
Zmarł 23 listopada 2012 w szpitalu Medical City Dallas Hospital w Dallas wskutek komplikacji będących rezultatem ostrej białaczki szpikowej. Cierpiał też na marskość wątroby. Miał 81 lat.